# 埃伯施泰特
埃伯施泰特是德国图林根州的一个市镇。总面积4.13平方公里，总人口214人，其中男性110人，女性104人（2011年12月31日），人口密度52人/平方公里。